# Amblyceps foratum
Amblyceps foratum е вид лъчеперка от семейство Amblycipitidae. Видът е незастрашен от изчезване.

## Разпространение
Разпространен е в Камбоджа, Малайзия (Западна Малайзия) и Тайланд.

## Описание
На дължина достигат до 8,5 cm.